# Boppagowdanapura, Malavalli
Boppagowdanapura là một làng thuộc tehsil Malavalli, huyện Mandya, bang Karnataka, Ấn Độ.